# Burgruine Haineck
Die Burgruine Haineck ist der Rest einer Höhenburg auf einem Bergsporn bei 375 m ü. NN oberhalb der Gemeinde Nazza im Wartburgkreis (Thüringen) am Westrand des Hainichs; es handelt sich um die einzige sichtbare Burgruine des Gebirgszuges.

## Geschichte

### Die Burg Haineck
Die Burg wurde wahrscheinlich um 1392 durch Landgraf Balthasar im Rahmen der Grenzbefestigung der Landgrafschaft Thüringen gegen Übergriffe des kurmainzischen Eichsfeldes und der freien Reichsstadt Mühlhausen errichtet. Um 1400 werden die Herren von Wangenheim als Vögte der Burg benannt. 1416 nehmen Hans und Wetzel von Creuzburg diese Stellung ein. Im 15. Jahrhundert war die Herrschaft wiederholt verpfändet. 1448 ging sie schließlich in die Hände der Grafen von Henneberg. 1452 belagerte man die Befestigung während der Vitzthumschen Fehde, weil Apel von Vitzthum die Burg kurzzeitig besetzt hatte. Die Aufgebote der Städte Erfurt, Nordhausen und Mühlhausen konnten sie aber nicht einnehmen.
Ab 1503 war die Herrschaft zunächst Pfandbesitz und ab 1513 Eigentum der Herren von Hopffgarten. Um 1550 wurde die Burg, die über keinen Brunnen verfügte, von ihren Besitzern zugunsten des im Tal errichteten Schlosses Nazza aufgegeben. Während des Dreißigjährigen Krieges wurde sie nochmals genutzt, als sich Bewohner der umliegenden Ortschaften vor plündernden Soldaten in Sicherheit brachten.

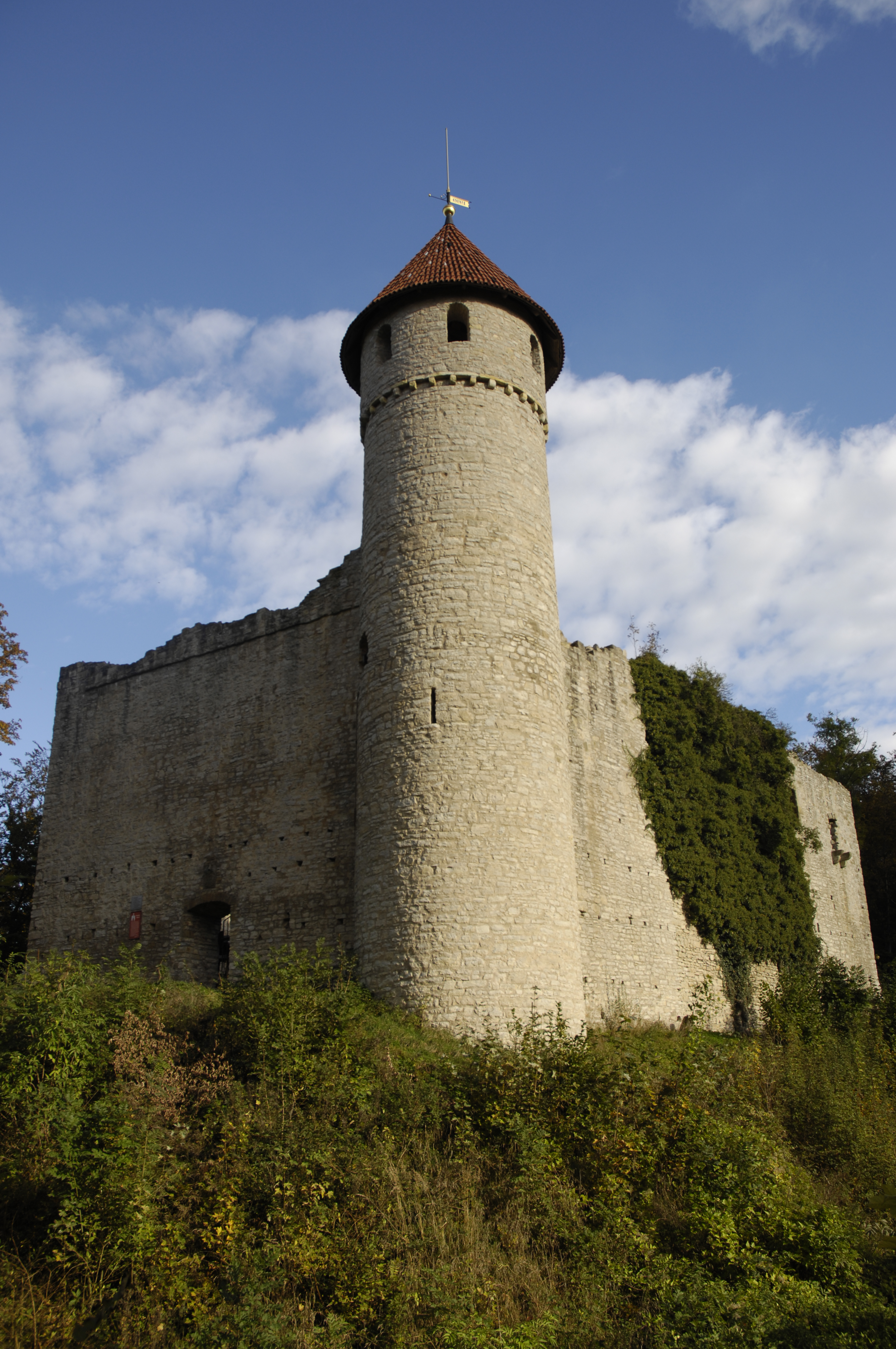
Ansicht von Westen

### Das Amt Haineck
Im 14. Jahrhundert wurde das Werratal nördlich von Eisenach in die Kämpfe um die Vorherrschaft in (West-)Thüringen hineingezogen. Zunächst wurde die Herrschaft Treffurt, deren Herren sich als Raubritter unbeliebt gemacht hatten, von den Landgrafen von Thüringen und Hessen sowie dem Erzstift Mainz besetzt und als Ganerbschaft aufgeteilt; dies geschah 1336.
In der Folge kam es zwischen den Landgrafen von Thüringen und dem Erzstift Mainz zum Streit über die zur Ganerbschaft Treffurt gehörige Vogtei Dorla und den Einfluss im südlichen Eichsfeld. Durch Landgraf Balthasar von Thüringen wurde 1392 die Burg Haineck bei Nazza erbaut, die angrenzenden Orte seines Herrschaftsbereiches: Nazza, Hallungen, Frankenroda, Ebenshausen, Lauterbach und Neukirchen – wurden zum Burgbezirk der Haineck zusammengefasst, sie bildeten später das Amt Haineck.
Unweit der Burg Haineck entstanden ausgedehnte Befestigungsanlagen – die Nazzaer Landwehr, sie verlief in einem ersten Teilstück bei Probsteizella beginnend über den Fuchsberg nach Nazza. Ein zweiter Teil sperrte den Zugang in das Lempertsbachtal östlich von Ebenshausen (Flurname Landwehr), ein dritter Teil sperrte auch das Hallunger Tal bei Nazza.
Nach 1500 erhielten die Herren von Hopffgarten Burg und Amt Haineck als Pfandbesitz und ab 1513 als erbliches Lehen durch den Landesherren, Herzog Friedrich der Weise übertragen. In den folgenden Landesteilungen der wettinischen Gebiete wurde das Amt Haineck wegen der Herren von Hopfgarten stets zum ernestinischen Teil gezählt. Die zum Hopffgartenschen Gericht gehörigen Gemeinden des Amts Haineck bildeten so bis 1920 eine Exklave des Gothaer Herzogtums im Eisenacher Gebiet der Weimarer Herzöge. Das zu Sachsen-Eisenach gehörige Amt Creuzburg nahm die Zivilgerichtsbarkeit wahr, die Kriminalgerichtsbarkeit lag bei den Herren von Hopffgarten, Abgaben und Steuern mussten an die Herren von Harstall in Mihla gezahlt werden.
Das Amt Haineck grenzte an folgende Gebiete:
- Westen: Ganerbschaft Treffurt (Kondominium des Kurfürstentums Sachsen, der Landgrafschaft Hessen und Kurmainz, ab 1815 zum preußischen Landkreis Mühlhausen)
- Norden: Eichsfeld (Erzstift Mainz, ab 1815 zum preußischen Landkreis Mühlhausen)
- Nordosten: Vogtei Dorla (zur Ganerbschaft Treffurt; Kondominium des Kurfürstentums Sachsen, der Landgrafschaft Hessen und Kurmainz, ab 1815 zum preußischen Landkreis Mühlhausen)
- Südosten: Amt Langensalza (Kurfürstentum Sachsen, ab 1815 zum preußischen Landkreis Langensalza)
- Süden: Amt Creuzburg (Herzogtum Sachsen-Eisenach bzw. Sachsen-Weimar-Eisenach)

1816 verkauften die von Hopffgarten die Ruine zusammen mit Schloss Nazza. 1837 erwarb sie der Gothaer Herzog von der Gemeinde und schenkte sie erneut denen von Hopffgarten, die bis 1945 Eigentümer blieben. 1996 erwarb die Gemeinde Nazza die gesamte Liegenschaft.
Zwischen 1997 und 2000 erfolgte eine umfassende Sanierung, wobei unter anderem der Westturm über eine Außentreppe zugänglich gemacht und für Aussichtszwecke umgebaut wurde.

## Baubeschreibung der Burg Haineck

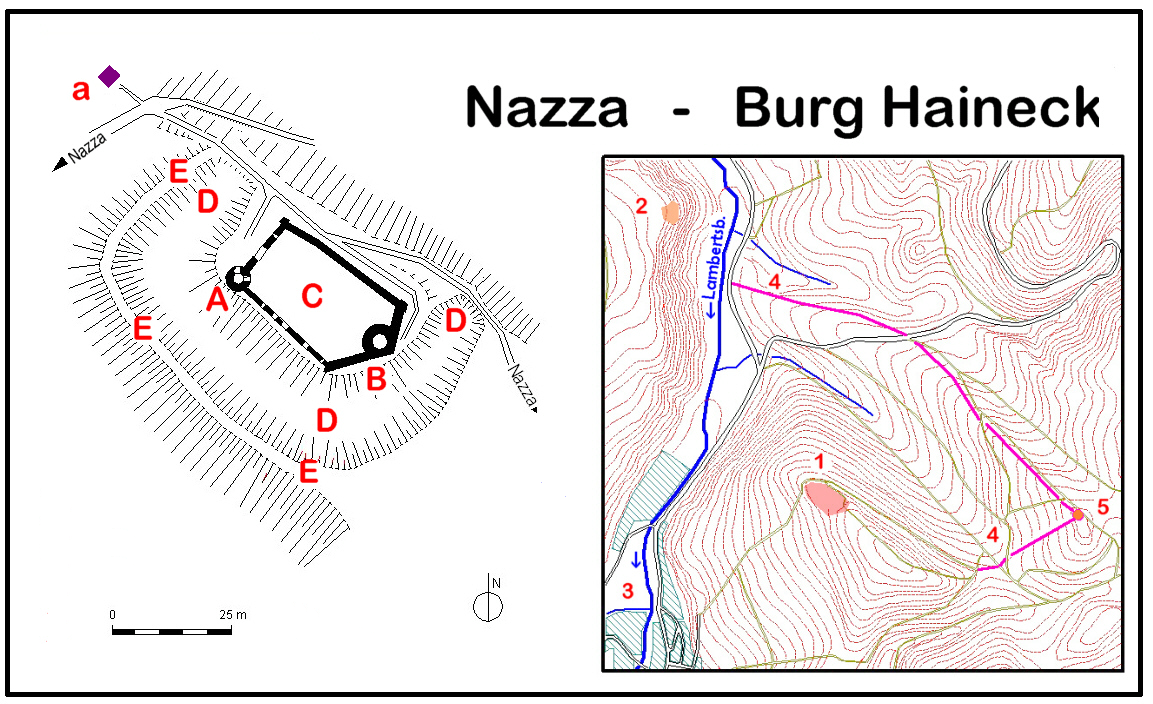
Plan der Burganlage
Legende: (A) der jetzige Aussichtsturm, (B) der zweite Turm, (C) der Burghof, (D) der Burggraben, (E) der Wall und (a) eine Schutzhütte.
Burg Haineck (1), Altenburg (2), Ortslage Nazza (3), die Landwehr (4) und der Standort eines vermuteten Wartturmes (5).

Die Anlage hat einen unregelmäßig fünfeckigen Grundriss mit einer etwa zehn Meter hohen Umfassungsmauer sowie zwei Türme und ist auf drei Seiten von einem Graben umgeben, die vierte Seite fällt steil ab. Der in der Spitze der bugförmigen Schildmauer eingefügte östliche Turm ist bis auf die Höhe der Umfassungsmauer abgetragen. Aufgrund des größeren Durchmessers und der Lage könnte es sich hier um den ursprünglichen Bergfried gehandelt haben. Der erhaltene westliche Turm ist etwa 19 Meter hoch und kann als Aussichtsturm bestiegen werden. Er sicherte den Torweg mit Zwinger und das mittig in der Westmauer befindliche Tor. Die Lage einstiger Wohn- und Wirtschaftsgebäude im Burghof sind nur durch die in den hofseitigen Mauern erkennbaren Kragsteine und Fensteröffnungen zu bestimmen.
Vom Aussichtsturm hat man eine gute Aussicht zum Thüringer Wald und ins Werratal.

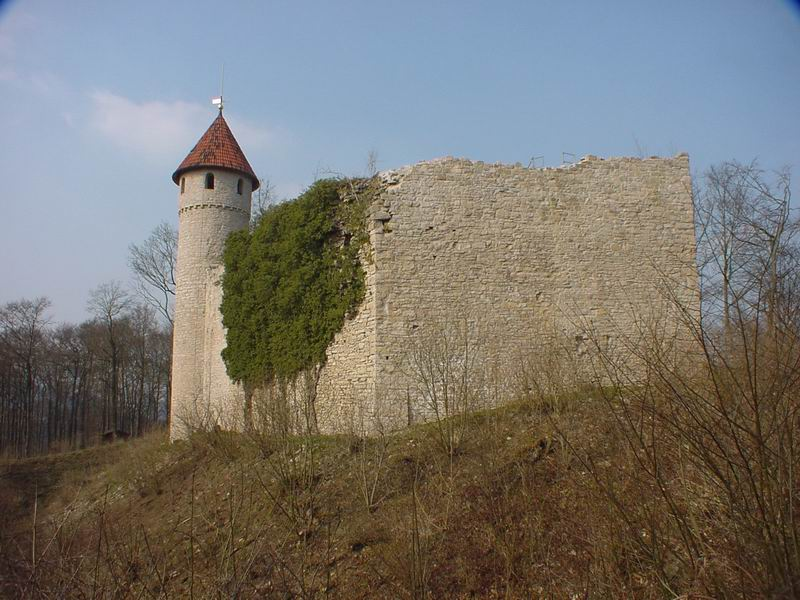
Burg Haineck
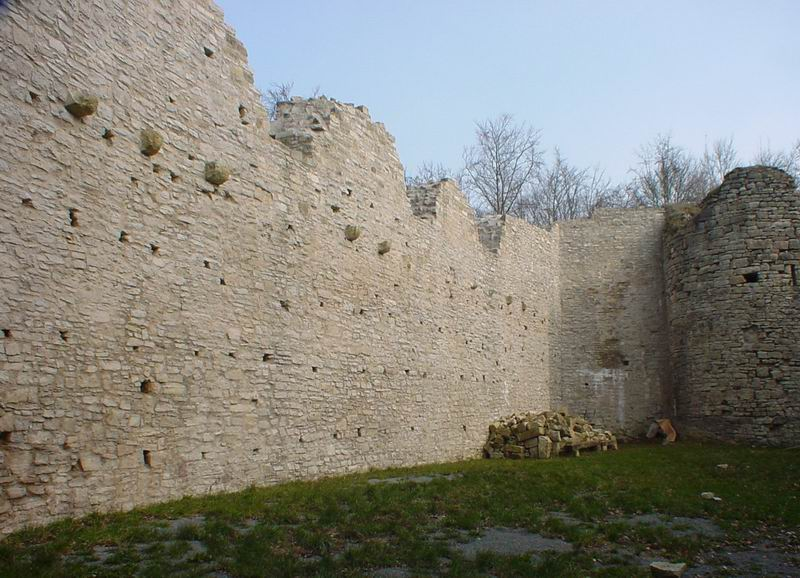
Burg Haineck, Innenansicht mit Bergfried
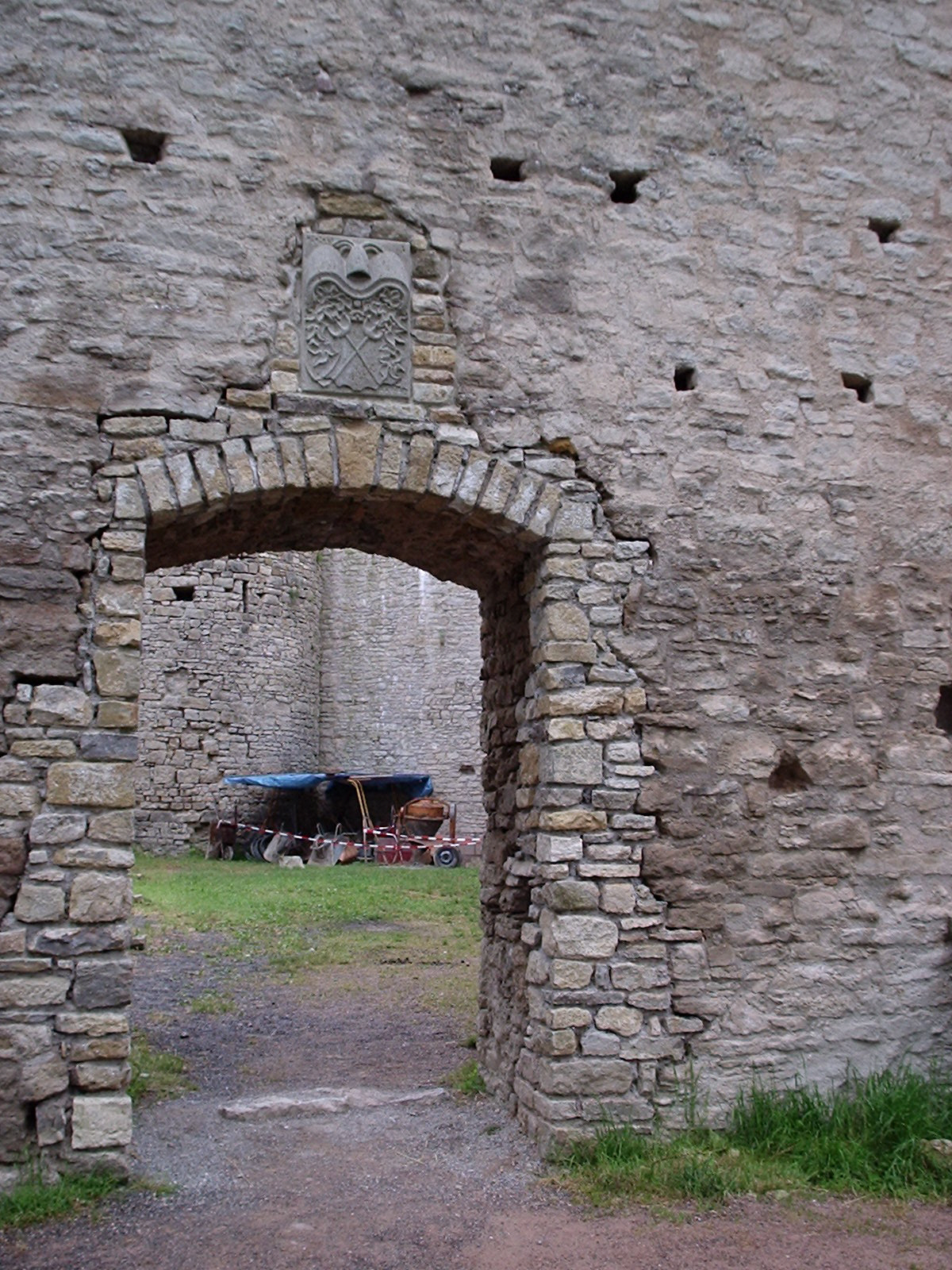
Restauriertes Portal mit Wappen der Herren von Hopfgarten
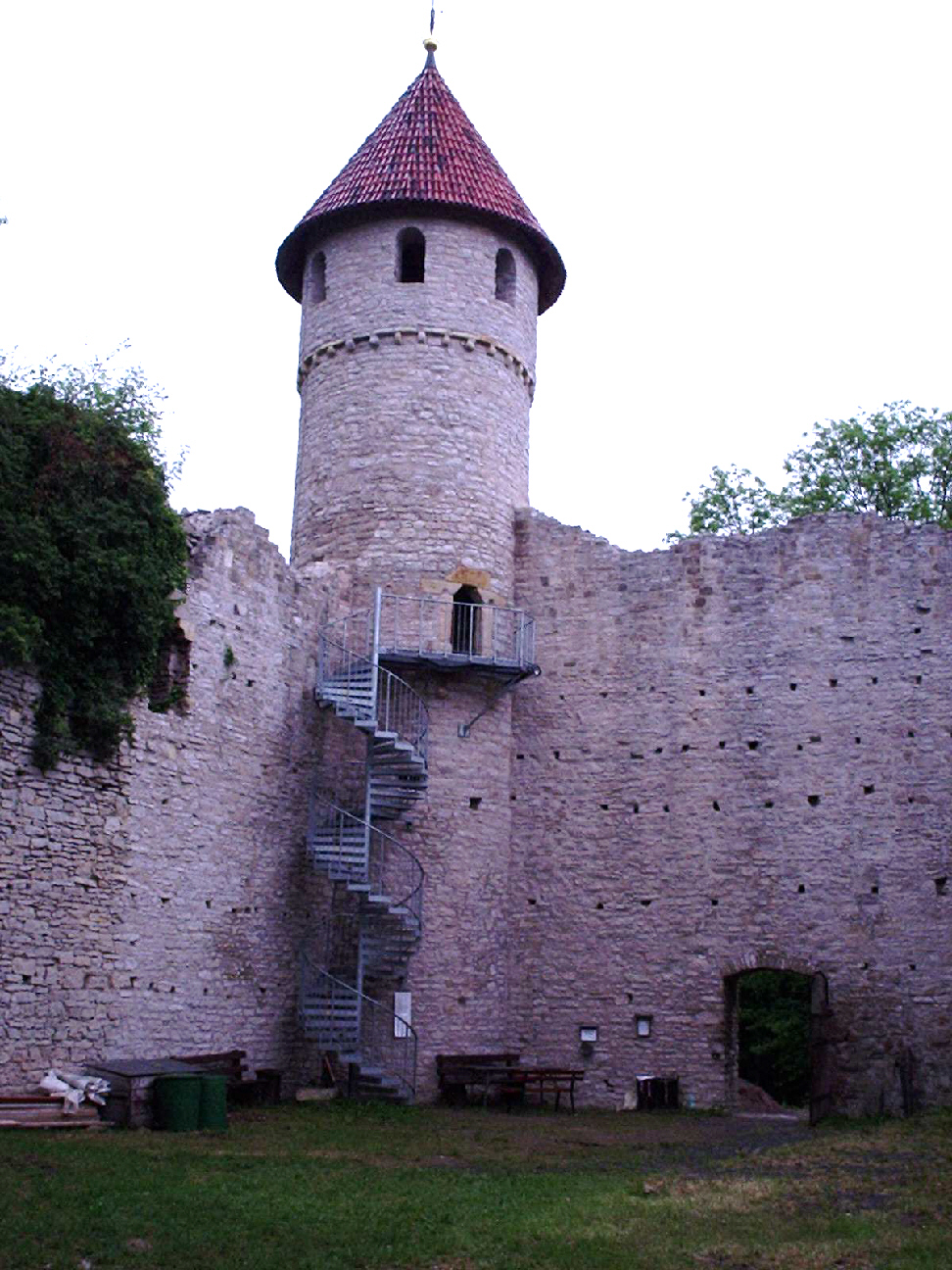
Hofansicht mit Aussichtsturm

## Status
Die Burg ist ein geschütztes Bau- und Bodendenkmal. Das betreffende Gelände wird vom Burgverein Haineck betreut und von der Gemeinde Nazza für kulturelle Veranstaltungen genutzt. Unter anderem findet jedes Jahr am Himmelfahrtstag ein Freiluftgottesdienst in der Ruine statt.